# When Harry Met Santa
When Harry Met Santa (en español: Cuando Harry conoció a Santa) es un anuncio de Navidad de Posten Norge, el servicio postal noruego. Fue lanzado en noviembre de 2021 antes del 50 aniversario de la despenalización del sexo entre hombres en Noruega, que se conmemora en 2022.

## Contenido
El anuncio, que obtiene su título de la película de comedia romántica de 1989 When Harry Met Sally..., muestra a un hombre llamado Harry que busca una relación con Santa Claus. Harry ve por primera vez a Papá Noel cuando entrega regalos en su casa un año, y su relación se desarrolla año tras año. Harry finalmente le escribe una carta de amor a Santa, diciendo "todo lo que quiero para Navidad eres tú" (inspirado en el título de la canción All I Want for Christmas Is You), antes de que él y Santa se besen. Luego, Santa pide ayuda a Posten Norge, el servicio postal noruego, para entregar regalos en su nombre en Nochebuena, para que pueda pasar más tiempo con Harry, su nuevo novio.
El comercial, presentado al público el 22 de noviembre de 2021, fue realizado por la agencia de publicidad POL, con Sacarias Kiusalaas como director, Pia Emilie Lystad como directora de arte, Anisa Dzindo como productora y Rikard Åström como productor ejecutivo.

## Recepción
El anuncio se convirtió rápidamente en un fenómeno viral en todo el mundo, y la mayoría de las respuestas iniciales fueron "casi universalmente positivas" y de naturaleza emocional. Recibió respuestas positivas del parlamentario canadiense Randall Garrison y del ex embajador de Estados Unidos en Dinamarca, Rufus Gifford.
Sin embargo, el anuncio fue criticado por sexualizar a Santa de acuerdo a algunos críticos en el Reino Unido, como Dawn Neesom (columnista del Daily Star, un periódico sensacionalista) y Melanie Blake (comentarista y autora). Katie Edwards, autora y académica británica, dijo en The Independent que tales críticas se basaban en tropos antihomosexuales y la "villanización de la sexualidad masculina gay", según la cual dos hombres besándose se considera un acto o comportamiento inherentemente sexual, pero un hombre y una mujer besándose no lo es, ya que la sociedad lo considera la norma. László Kövér, presidente de la Asamblea Nacional de Hungría, acusó al anuncio de profanar la Navidad.
El anuncio no fue controvertido en Noruega y se ha visto como un ejemplo de cambio de actitud en el país como resultado de la campaña de activistas por los derechos LGBT como Kim Friele. Esto incluye la despenalización de la homosexualidad en 1972 y la legalización del matrimonio entre personas del mismo sexo en 2009.
El comercial obtuvo la medalla de bronce en las categorías "Film Craft Direction" ("dirección artística de cine") y "Public Relations" ("relaciones públicas") en los Clio Awards de 2022.